# Йохан Хайнрих фон Ощайн
Йохан Хайнрих фон Ощайн (на немски: Johann Heinrich von Ostein; * 1579; † 26 ноември 1646 v Делсберг/Дьолемон) от стария род Ощайн в Горен Елзас е княжески епископ на Базел (1628 – 1646).
Той е син на Йохан Якоб I фон Ощайн и съпругата му Аполония фон Халвил. Брат е на Йохан Георг фон Ощайн († 1635).
Чичо е на имперски граф Йохан Филип I фон Щадион (1652 – 1742) и Франц Каспар фон Щадион (1637 – 1704), княжески епископ на Лавант (1673 – 1704), синове на племенницата му Мария Магдалена/Агнес фон Ощайн (1610 – 1632/1664). Роднина е на Йохан Фридрих Карл фон Ощайн (1689 – 1763), от 1743 г. архиепископ и курфюрст на Майнц и също епископ на Вормс (от 1756).
През 1596 г. той е приет в катедралния капител на Базел, става 1604 г. капитулар., пропст, генерален викар, от духовен съветник. През 1611 – 14 г. той е генерален викар, от 1611 г. духовен съветник. През 1628 г. в Делсберг е избран с големи трудности за епископ на Базел. Помазан е за епископ през 1629 г. в Прунтрут. През 1630 г. той открива капуцински манастир в Делсберг и 1632 г. в Зулц (Елзас).
През Тридесетгодишната война той живее от 1632 до 1640 г. извън резиденцията си.